# Riot Forge
Riot Forge foi uma editora americana de videogames criada pela Riot Games, desenvolvedora do jogo MOBA League of Legends. Seu objetivo era financiar vários estúdios de jogos independentes aclamados pela crítica para criar jogos derivados no universo fictício de Runeterra, geralmente centrados em um ou mais personagens jogáveis da série. O selo foi criado inicialmente em 2019, e vários jogos foram publicados sob ele com recepção crítica geralmente positiva.
A Riot Forge foi fechada cinco anos depois, em janeiro de 2024, durante as demissões da indústria de videogames de 2023–2024, motivadas pela queda na demanda por videogames após a pandemia de COVID-19. O seu encerramento foi lamentado pelos críticos, que elogiaram a editora por apoiar desenvolvedores independentes e permitir que jogadores não competitivos se aprofundassem na história da série. Eles culparam a falta de marketing ou atenção da empresa pelas vendas aparentemente fracas dos jogos, observando que muitos jogadores nem tinham ideia de que eles existiam.

## História
O jogo principal de League of Legends não foi visto como um veículo eficaz para contar histórias, deixando a história da série para ser contada em sinopses no site do estúdio. Isso levou à criação da Riot Forge como uma tentativa de expandir o mito da série. O processo de criação do jogo foi automatizado e permitiu que os estúdios criassem o gênero de jogo que preferissem, ainda que provavelmente fosse um sucesso comercial. Uma das principais restrições era que os jogos tinham que ser ambientados no universo padrão de Runeterra e não em nenhum outro universo alternativo retratado pelas skins temáticas dos jogadores do jogo principal, como K/DA ou Guardiãs Estelares. A Riot Games não esperava que os jogos lucrassem muito e estava muito interessada em que os jogos chegassem ao ponto de equilíbrio, ao mesmo tempo que ajudava os desenvolvedores independentes.
Após o anúncio da editora em 2019, a Riot Forge passou a publicar jogos indie em vários gêneros diferentes. Os jogos de estreia da gravadora foram Hextech Mayhem, um jogo de ritmo, e Ruined King, um RPG baseado em turnos, ambos lançados em 2021. Convergence, um jogo Metroidvania, vinculado a série Arcane da Netflix, enquanto The Mageseeker era um RPG de ação de cima para baixo, que foi lançado junto com um prólogo em quadrinhos de 4 edições. Os dois últimos jogos da editora foram Song of Nunu, um jogo de plataforma 3D amplamente elogiado pela crítica, e Bandle Tale, um simulador de vida não violento. Os jogos da Riot Forge foram em geral um sucesso de crítica, com pontuações positivas tanto na Steam quanto no Metacritic.
Em uma entrevista de 2023, o diretor criativo Rowan Parker afirmou que também estaria interessado em publicar um simulador de namoro baseado em League of Legends, semelhante ao romance visual Spirit Bonds de 2020, citando o interesse generalizado dos jogadores em " envio " ou romances feitos por fãs entre personagens, mas não estavam aceitando novos jogos no momento.

### Encerramento
A Riot Forge foi fechada em janeiro de 2024, como parte das demissões da indústria de videogames de 2023–2024. Na Riot Games, 530 funcionários foram demitidos, o que representa 11% de sua força de trabalho total. O CEO da Riot, Dylan Jadeja, citou que o aumento dos custos de desenvolvimento está se tornando insustentável para a empresa. A equipe de desenvolvimento de Legends of Runeterra também foi reduzida para se concentrar exclusivamente no desenvolvimento do jogo principal.

## Recepção
Cass Marshall, do Polygon, escreveu que o fechamento da editora prejudicaria significativamente os fãs do jogo, pois cortaria o ponto de entrada para novos jogadores. Chamando o jogo principal de "um carnaval de pesadelo de toxicidade", ela afirmou que apenas o universo expandido do jogo, como a série Arcane, era algo que ela poderia compartilhar com confiança com amigos e entes queridos. Descrevendo o Bandle Tale de 2024 como "possivelmente o exemplo mais forte de como esses jogos tornam o universo de League of Legends um lugar menos ameaçador e alarmante", ela elogiou sua "exploração tranquila", observando que era o "oposto de um jogo competitivo de classificações". Ela também criticou a demissão de desenvolvedores e escritores que contribuíram para expandir os campeões, dizendo que a falta de novas histórias era ruim tanto para os jogadores quanto para a série, e tornaria o universo fictício "muito menor".
Ali Jones, do GamesRadar+, também criticou duramente a decisão de fechar a Riot Forge, descrevendo o fechamento como uma "enorme oportunidade desperdiçada". Dizendo que a Riot Games falhou em comercializar os jogos adequadamente, ele comentou que "frequentemente parecia que a própria comunidade da Riot tinha pouco conhecimento da existência do Forge", dizendo que os produtos tinham dificuldade para alcançar as pessoas para as quais eram "direcionados". Ao dizer que a população em geral pode não estar interessada em jogos single-player de League of Legends, ele também chamou o marketing da Riot de "avesso ao risco", observando comentários nas redes sociais de que alguns jogadores não tinham ideia da existência dos jogos. Ele também mencionou que a Riot enviou cópias de análise aos revisores com atraso, o que geralmente é um sinal de baixa qualidade, apesar da alta qualidade dos jogos em si. Ele resumiu isso como "um caso de potencial desperdiçado" que só teve sucesso "aparentemente apesar dos esforços de marketing da Riot", afirmando sua crença de que a empresa "poderia ter feito muito mais".
Matheus Oliveira, do The Enemy, considerou o encerramento da Riot Forge um erro "depois de uma lista apenas com jogos tecnicamente impecáveis". Ele destacou que Bandle Tale "encerra a jornada do estúdio Riot Forge com maestria e confirma que o mesmo deixará saudade".

## Jogos publicados
| Ano  | Título         | Desenvolvedor     | Plataforma(s)                                                                     | Ref    |
| ---- | -------------- | ----------------- | --------------------------------------------------------------------------------- | ------ |
| 2021 | Ruined King    | Airship Syndicate | Nintendo Switch, PlayStation 4, Windows, Xbox One                                 | [ 12 ] |
| 2021 | Hextech Mayhem | Choice Provisions | Android, iOS, Nintendo Switch, Windows                                            | [ 13 ] |
| 2023 | Convergence    | Double Stallion   | Nintendo Switch, PlayStation 4, PlayStation 5, Windows, Xbox One, Xbox Series X/S | [ 14 ] |
| 2023 | Song of Nunu   | Tequila Works     | Nintendo Switch, Windows                                                          | [ 15 ] |
| 2023 | The Mageseeker | Digital Sun       | Nintendo Switch, PlayStation 4, PlayStation 5, Windows, Xbox One, Xbox Series X/S | [ 16 ] |
| 2024 | Bandle Tale    | Lazy Bear Games   | Nintendo Switch, Windows                                                          | [ 17 ] |